# Caio Mênio Públio
Caio Mênio Públio (em latim: Gaius Maenius Publius) ou Caio Mênio Nepo (em latim: Gaius Maenius Nepus) foi um político da gente Mênia da República Romana, eleito cônsul em 338 a.C. com Lúcio Fúrio Camilo. Foi nomeado ditador em 314 a.C..

## Consulado (338 a.C.)
Foi eleito cônsul em 338 a.C. com Lúcio Fúrio Camilo. Depois que Tibério Emílio Mamercino, cônsul no ano anterior, voltou para Roma, os dois cônsules retomaram o cerco de Pedo e derrotaram os habitantes da cidade, reforçados por tiburtinos e prenestinos, numa batalha campal. Derrotada Pedo, foi conquistada a última cidade latina no Lácio que ainda estava em revolta, derrotando definitivamente os latinos e encerrando a Segunda Guerra Latina. Pela importância da vitória, os dois cônsules receberam a honra de um triunfo e no fórum foram colocadas estátuas equestres dos dois, uma rara distinção.
Caio Mênio derrotou, no rio Astura, a armada latina de Âncio, Lanúvio, Arícia e Velitras (Batalha de Âncio). Depois da vitória, ele tomou seis proas de navios (em latim: rostra) inimigos e utilizou-as para adornar a parte do fórum que os oradores utilizavam para se dirigir ao povo, que passou a ser chamada de "rostra". Como consequência desta vitória, Caio Mênio aparentemente ganhou o agnome de "Ancíaco" (em latim: Antiaticus), que sabemos pelas moedas, foi herdado por seus descendentes. A estátua de Caio Mênio foi colocada sobre uma coluna que recebeu o nome de Coluna Mênia e parece ter sido localizada no final do Fórum, perto do Capitólio.

## Ditador (320 a.C.)?
Em 320 a.C., Caio Mênio foi nomeado ditador para investigar complôs e conspirações que pareciam estar ocorrendo entre os nobres romanos e os de Capua, que se revoltaram no ano seguinte. Ele nomeou Marco Fólio Flacinador como seu mestre da cavalaria e os dois investigaram incessantemente a investigação e revelaram as intrigas de muitos nobres de boa família. Estes, por sua vez, processaram o ditador e o mestre da cavalaria, o que resultou na renúncia de ambos, que exigiram dos cônsules, Lúcio Papírio Cursor e Quinto Publílio Filão, um julgamento justo e acabaram honrosamente absolvidos.

## Censor (318 a.C.)
Em 318, Caio Mênio foi censor com Lúcio Papírio Crasso, o que lhe permitiu acrescentar varandas aos vários edifícios que rodeavam o Fórum Romano para que os espectadores pudessem obter mais espaço para assistir aos jogos que se realizavam ali, o que garantiu que estas varandas passassem a ser conhecidas como "menianos" (em latim: "maeniana").

## Ditadura (314 a.C.)
Em 314 a.C., durante a Segunda Guerra Samnita, rumores começaram em Roma sobre outra conspiração em Capua, liderada por Óvio e Nóvio Calávio, desta vez com a intenção de trocar a aliança da Campânia de Roma para Sâmnio. Temerosos, os romanos novamente nomearam Caio Mênio ditador romano que, mais uma vez, pediu o apoio de Marco Fólio Flacinador como seu mestre da cavalaria. Antes que a investigação do ditador pudesse começar e as evidências pudessem ser coletadas contra eles, os dois irmãos rebeldes se mataram e escaparam de um julgamento. Ele renunciou logo em seguida.